# Soldato Jane
Soldato Jane (G.I. Jane) è un film del 1997, diretto da Ridley Scott. Il soggetto, incentrato sulla questione del sessismo nelle forze armate, ha anticipato ciò che negli Stati Uniti è effettivamente avvenuto solo nel 2017, quando il capitano Kristen Griest, già diplomata alla Ranger School, è stata ammessa - prima donna in assoluto - al corso di addestramento nelle forze speciali della US NAVY.
Il titolo originale si basa su un gioco di parole tra G.I. Joe e il nome della protagonista.

## Trama
Un comitato per i servizi armati del Senato intervista un candidato per la carica di segretario alla Marina e la senatrice del Texas Lillian DeHaven decide di usare un doppio standard per il durissimo programma Navy SEAL, con la finalità di permetterne l'accesso anche al personale militare femminile. Questa decisione comporta la selezione di una pioniera tra le tante candidate.
Viene scelta Jordan O'Neill, tenente della Marina, analista topografica della N.I.C. (Naval Intelligence Centre). L'addestramento comporta tre mesi di durissime prove di resistenza a stress fisici e psicologici, sopportando fatiche e sofferenze, condizionamenti e test alla forza di volontà sotto il severo comandante istruttore capo John James Urgayle. Essendo una donna viene agevolata negli esercizi, ha una camera singola e tutti sono scettici e prevenuti nei suoi confronti, ma Jordan si ribella, radendosi a zero la testa come i suoi commilitoni. La perdita dei suoi capelli simboleggia l'inizio di una nuova vita, quella del soldato Jane, che si integra con il gruppo e risulta migliore di molti altri uomini.
I test attitudinali sarebbero dovuti essere riservati, invece la stampa ne viene a conoscenza rendendo Jordan un manifesto dei diritti delle donne, chiamandola "Soldato Jane". A questo si aggiungono maldicenze a sfondo sessuale che la costringeranno ad abbandonare l'addestramento. Jordan si batterà, anche contro la senatrice, e riuscirà a cambiare la politica delle donne nel combattimento dimostrando che il "gentil sesso" non vale meno degli uomini. Infine riuscirà a dar prova delle sue abilità in missione in combattimento.

## Distribuzione
A fronte di un budget di circa 50 milioni di dollari, il film ne incassò circa 97 milioni in tutto il mondo (di cui solo 48 milioni negli Stati Uniti), venendo perciò definito come un fiasco dal punto di vista commerciale.

## Critica
Il film in sé e l'interpretazione della Moore sono stati apprezzati da alcuni critici, tra cui Jack Kroll  e Roger Ebert sebbene l'attrice abbia ottenuto il Razzie Award alla peggior attrice protagonista per il 1997 e non siano mancate pesanti stroncature: "La storia è raccontata dal punto di vista del delirio masochista della protagonista (Demi Moore, che fa parte anche delle figure produttrici), ma difficilmente il buon senso di uno spettatore non perverso può condividere una battaglia per i diritti civili così idiota. Il succo è in una battuta che la Moore con i capelli rasati alla Giovanna d'Arco sul rogo rivolge al sadico addestratore: «Istruttore capo, succhiami il c [...]!» D'altra parte "R. Scott arranca come un regista pubblicitario suonato".
Anche Paolo Mereghetti non apprezzò la pellicola, dando al film una stella su quattro e definendolo "un rivoltante e puerile spot guerrafondaio, rimasto fermo ai modelli alla Top Gun" "Demi Moore con la pelata alla Bruce Willis, si comporta e parla come un marinaio ubriaco". (Massimo Bertarelli, 'Il Giornale', 19 novembre 2001). "Cautamente, il film molto ripetitivo, ma non noioso, non prevede pesanti molestie sessuali, appena qualche battuta volgare contro la donna invadente troppo brava: e presto tra le grida, le sopraffazioni, le mortificazioni dell'addestramento, quasi ci si dimentica che uno dei vessati è femmina. Demi Moore, anche co-produttrice del film, è fisicamente ammirevole: recita benissimo, piegamenti, ginnastiche per rafforzare la muscolatura, corse, sforzi d'ogni genere, fatiche molto pesanti e una mascolinità coatta. Peccato sia arrivata in ritardo di qualche mese col sacrificio supremo di privarsi dei capelli: rasarsi la testa che poteva risultare un atto altamente simbolico di rinuncia alla femminilità come in passato era nel caso delle monache, oppure di separazione dal mondo come era nel caso delle ergastolane, adesso è soltanto una moda, adottata in tutto il mondo da tante ragazze." (Lietta Tornabuoni, 'La Stampa', 2 ottobre 1997).
"Di Demi Moore si può dire che, per quanto assurda sia la storia, è molto più a suo agio qui che nel ruolo della mammina spogliarellista di Striptease. Il sadico che più sadico non si può è Viggo Mortensen che però, ovviamente lo fa per la causa, perché è un animo delicato che legge Coetzee e ama la poesia tanto che come segno di conquistato rispetto regala alla soldatessa Jane una copia molto letta e sottolineata delle poesie di Lawrence" (Irene Bignardi, 'La Repubblica', 4 ottobre 1997).